# Ánh sáng và bóng tối (phim truyền hình)
Ánh sáng và bóng tối (tiếng Hàn: 빛과 그림자; Romaja: Bit-gwa Geurimja) là một bộ phim truyền hình Hàn Quốc năm 2012 với sự tham gia của Ahn Jae-wook, Nam Sang-mi, Lee Pil-mo và Son Dam-bi. Phim được phát sóng trên MBC từ 28 tháng 11 năm 2011 cho đến 3 tháng 7 năm 2012 thứ hai và thứ ba hàng tuần lúc 21:55 gồm 64 tập.

## Phân vai

### Nhân vật chính
- Ahn Jae-wook vai Kang Ki-tae
- Nam Sang-mi vai Lee Jung-hye
- Lee Pil-mo vai Cha Soo-hyuk
- Son Dam-bi vai Yoo Chae-young

### Nhân vật phụ
- Jun Kwang-ryul vai Jang Chul-hwan
- Lee Jong-won vai Jo Myung-kook
- Sung Ji-ru vai Shin Jung-goo
- Shin Da-eun vai Kang Myung-hee
- Son Jin-young vai Hong Soo-bong
- Ahn Gil-kang vai Noh Sang-taek
- Lee Se-chang vai Choi Sung-won
- Kim Hee-won vai Yang Tae-sung
- Ryu Dam vai Yang Dong-chul
- Jun Gook-hwan vai Kang Man-shik
- Park Won-sook vai Park Kyung-ja
- Kim Mi-kyung vai Kim Geum
- Seo Seung-man vai Johnny Boy
- Kim Dong-gyoon vai Cherry Boy
- Ha Jae-sook vai Lee Kyung-sook
- Lee Ah-yi vai Kim Gye-soon
- Narsha vai Lee Jung-ja
- Jo Mi-ryung vai Soon-ae
- Gayoon vai Hyun-kyung
- Cha Tae-hyun vai drunkard (khách mời,tập 2)[1]
- Seungri vai Ahn Jae-su (khách mời, tập 9-10)[2][3]

## Giải thưởng và đề cử
| Năm  | Giải             | Thể loại                                                 | Người nhận         | Kết quả   |
| ---- | ---------------- | -------------------------------------------------------- | ------------------ | --------- |
| 2012 | MBC Drama Awards | Drama of the Year                                        | Lights and Shadows | Đề cử     |
| 2012 | MBC Drama Awards | Top Excellence Award, Actor in a Special Project Drama   | Ahn Jae-wook       | Đề cử     |
| 2012 | MBC Drama Awards | Top Excellence Award, Actress in a Special Project Drama | Nam Sang-mi        | Đề cử     |
| 2012 | MBC Drama Awards | Excellence Award, Actor in a Special Project Drama       | Lee Jong-won       | Đề cử     |
| 2012 | MBC Drama Awards | Excellence Award, Actor in a Special Project Drama       | Lee Pil-mo         | Đề cử     |
| 2012 | MBC Drama Awards | Excellence Award, Actress in a Special Project Drama     | Shin Da-eun        | Đề cử     |
| 2012 | MBC Drama Awards | Golden Acting Award, Actor                               | Jun Kwang-ryul     | Đoạt giải |
| 2012 | MBC Drama Awards | Golden Acting Award, Actress                             | Lee Hwi-hyang      | Đề cử     |